# شيخ ها (درونغر)
شيخ ها (بالفارسية: شیخ ها) هي قرية تقع في إيران في قسم درونغر الريفي. يقدر عدد سكانها بـ 170 نسمة .